# 八幡浦
八幡浦（やわたうら）は、千葉県市原市の市原地区にある町丁。現行行政地名は八幡浦一丁目と八幡浦二丁目。郵便番号は290-0068。

## 概要
市原市北部にあり、千葉市中央区との境界となっている。村田川河口に接していて東京湾に程近い。

## 地理
北は千葉市中央区村田町、東は八幡、西は東京湾、南は八幡北町と接している。

## 地価
2016年の公示地価によると千葉県市原市八幡浦1丁目7番で28,400(円/m²)である。

## 世帯数・人口
2023年（令和5年）4月1日現在の世帯数及び人口の詳細は以下の通りである。
| 町丁字       | 世帯数 | 人口総数 | 人口 | 人口  | 人口     | 人口     | 人口 | 人口  | 世帯人員 |
| 町丁字       | 世帯数 | 人口総数 | 若年 | 若年  | 生産年齢 | 生産年齢 | 高齢 | 高齢  | 世帯人員 |
| ------------ | ------ | -------- | ---- | ----- | -------- | -------- | ---- | ----- | -------- |
| 八幡浦一丁目 | 1世帯  | 1人      | 0人  | 0.00% | 1人      | 100.00%  | 0人  | 0.00% | 1.00人   |
| 八幡浦二丁目 | 13世帯 | 13人     | 0人  | 0.00% | 13人     | 100.00%  | 0人  | 0.00% | 1.00人   |
| 全体         | 14世帯 | 14人     | 0人  | 0.00% | 14人     | 100.00%  | 0人  | 0.00% | 1.00人   |

## 通学区域
市立小学校・市立中学校及び県立高等学校の通学区域は以下の通りである。
| 町丁字       | 範囲 | 小学校             | 中学校             | 高等学校 |
| ------------ | ---- | ------------------ | ------------------ | -------- |
| 八幡浦一丁目 | 全域 | 市原市立石塚小学校 | 市原市立八幡中学校 | 第9学区  |
| 八幡浦二丁目 | 全域 | 市原市立石塚小学校 | 市原市立八幡中学校 | 第9学区  |

## 施設
- マルハン市原店
- ファミリーマート八幡浦店
- 日本通運千葉南支店

## 交通

### 鉄道
大字内に駅はないが、最寄り駅は八幡宿駅または浜野駅である。

### 道路
- 国道16号